# لوتگارت
لوتگارت چهارمین و آخرین همسر شارلمانی بود او دختر کنتی آلمان بود که پس از ازدواج در ۴ ژوئن ۸۰۰ میلادی به علت امری ناشناخته درگذشت. او و شارلمانی فرزند مشترکی نداشتند. او خواهری نیز داشت که بعدتر با پادشاه وسکس آلبرت دیدار داشته‌است. در تله فیلمی که در سال ۱۹۹۳ از شبکه فرانس ۲ به عنوان محصول مشترک فرانسه، ایتالیا، آلمان و لوکزامبورگ به عنوان شارلمانی شهزاده‌ای سوار بر اسب به کارگردانی کلایو استنلی دانر پخش شد سوفی دوئه برای نخستین بار نقش وی را بازی کرد.